# Дианова, Валентина Ивановна
Валентина Ивановна Дианова (23 февраля 1928, Андреевка, Московская губерния — 12 октября 2006, Андреевка, Московская область) — советский передовик производства в сельском хозяйстве. Герой Социалистического Труда (1948).

## Биография
Родилась 28 февраля 1928 года в деревне Андреевка, Коломенского района Московской области в крестьянской семье, обучалась в деревенской школе.
С 1943 года в период Великой Отечественной войны, начала свою трудовую деятельность обычной колхозницей в полеводческой бригаде колхоза имени Красной Армии. Через некоторое время возглавила звено по выращиванию картофеля. В 1947 году руководимое ею звено получило урожай картофеля 537,2 центнера с гектара на площади пять гектаров.
19 февраля 1948 года Указом Президиума Верховного Совета СССР «за получение высоких урожаев картофеля при выполнении колхозом обязательных поставок и натуроплаты за работу МТС в 1947 году и обеспеченности семенами картофеля для весеннего сева 1948 года» Валентина Ивановна Дианова была удостоена звания Героя Социалистического Труда с вручением Ордена Ленина и золотой медали «Серп и Молот».
В 1949 году звено В. И. Диановой на площади шести гектаров получило по 53 тонны картофеля с каждого гектара. В 1950 году, несмотря на неблагоприятные климатические условия, её звено на площади 12 гектаров собрало по 42 тонны картофеля в среднем с гектара. С 1957 года работала дояркой колхоза «Победа» Коломенского района, получала по 4200 и более килограммов молока от каждой коровы своей группы. 4 марта 1949 года и 22 марта 1966 года Указом Президиума Верховного Совета СССР «за трудовые отличия» Валентина Ивановна Дианова была награждена Орденами Трудового Красного Знамени.
Помимо основной деятельности В. И. Дианова избиралась депутатом Московского областного, Коломенского районного и Непецинского сельского Советов депутатов.
Умерла 12 октября 2006 года, похоронена в деревне Андреевка, Коломенского района Московской области.

## В искусстве

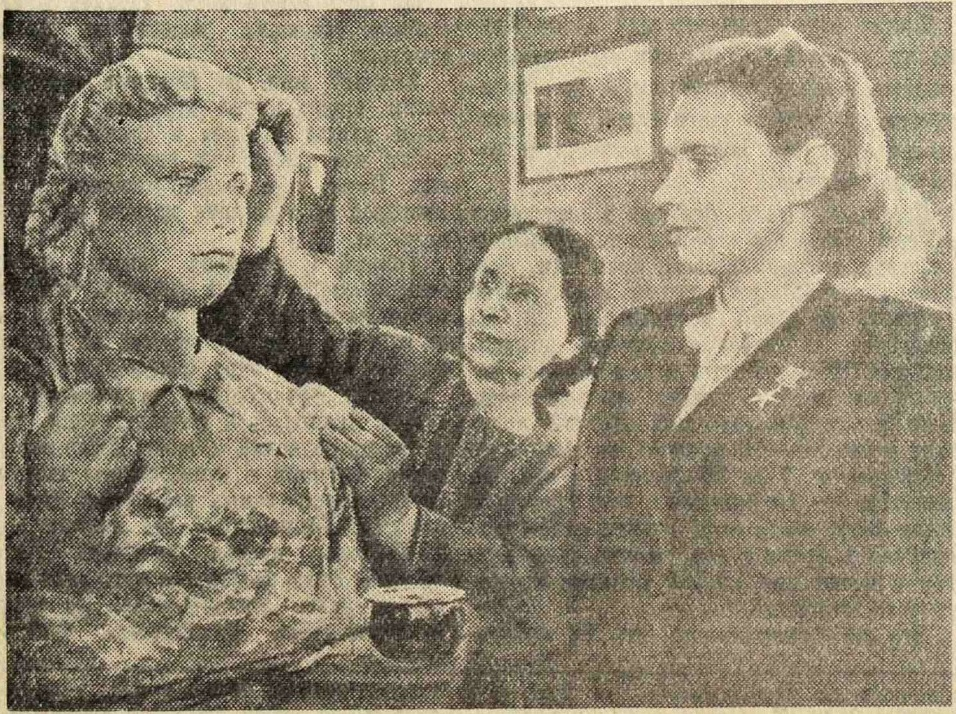
Скульптор М. И. Столпникова (слева)
и колхозница В. И. Дианова (справа)
рядом с её портретом

В 1948—1949 годах скульптор М. И. Столпникова выполнила гипсовый скульптурный портрет В. И. Диановой. Сейчас он находится в собрании Тверской областной картинной галереи.

## Награды
- Медаль «Серп и Молот» (19.02.1948)
- Орден Ленина (19.02.1948)
- Два Ордена Трудового Красного Знамени (4.03.1949, 22.03.1966)